# 昆圖爾辛卡山 (奧孔加特區)
13°33′12″S 71°16′38″W / 13.55333°S 71.27722°W
昆圖爾辛卡山（Condorsenja），是秘魯的山峰，位於該國東南部庫斯科大區，由基斯皮坎奇省負責管轄，屬於韋爾卡努塔山脈的一部分，海拔高度約4,800米。